# Communication Access Programming Language
CAPL (Communication Access Programming Language) はVectorが開発した独自のプログラミング言語である。同社の製品のCANoe、CANalyzerで使用できる。